# Grã-Bretanha nos Jogos Olímpicos de Verão da Juventude de 2010
A Grã-Bretanha participou dos Jogos Olímpicos de Verão da Juventude de 2010 em Cingapura. Sua delegação foi composta por 39 atletas que competiram em 16 esportes. Atletas britânicos conquistaram três ouros, uma prata e cinco bronzes.

## Medalhistas
| Medalha | Nome                                 | Esporte             | Evento                     | Data         |
| ------- | ------------------------------------ | ------------------- | -------------------------- | ------------ |
| Ouro    | Jade Jones                           | Taekwondo           | Até 55 kg feminino         | 17 de agosto |
| Ouro    | Fiona Gammond Georgia Howard-Merrill | Remo                | Dois sem feminino          | 18 de agosto |
| Ouro    | Sam Oldham                           | Ginástica artística | Barra fixa masculino       | 22 de agosto |
| Prata   | Sam Oldham                           | Ginástica artística | Cavalo com alças masculino | 21 de agosto |
| Bronze  | Rachael Kelly                        | Natação             | 100 m borboleta feminino   | 20 de agosto |
| Bronze  | Eleanor Faulkner                     | Natação             | 400 m livre feminino       | 20 de agosto |
| Bronze  | David Bolarinwa                      | Atletismo           | 100 m masculino            | 21 de agosto |
| Bronze  | Charlie Grice                        | Atletismo           | 1000 m masculino           | 22 de agosto |
| Bronze  | Kieran Martin                        | Vela                | Techno 293 masculino       | 25 de agosto |

## Atletismo

### Feminino
| Evento                        | Atleta                                         | Qualificação | Qualificação | Final     | Final        |
| Evento                        | Atleta                                         | Resultado    | Posição      | Resultado | Posição      |
| ----------------------------- | ---------------------------------------------- | ------------ | ------------ | --------- | ------------ |
| 400 m com barreiras feminino  | Abi Fitzpatrick                                | 1:05.87      | 13º (7º q1)  | 1:05.61   | 6º (Final B) |
| 100 m feminino                | Annie Tagoe                                    | 11.78        | 3º (1º q4)   | 11.73     | 4º (Final A) |
| Revezamento feminino          | Annie Tagoe (como integrante da equipe Europa) |              |              | 2:07.59   | [ 7 ]        |
| Lançamento de dardo feminino  | Freya Jones                                    | 48,24        | 7º           | 49,56     | 5º (Final A) |
| 1000 m feminino               | Georgia Peel                                   | 2:45.78      | 2º (2º q1)   | 2:49.56   | 6º (Final A) |
| Salto com vara feminino       | Katie Byres                                    | 3,70         | 9º           | 4,00      | 1 (Final B)  |
| Arremesso de martelo feminino | Louisa James                                   | 49,94        | 12º          | 53,21     | 1º (Final B) |
| Arremesso de peso feminino    | Sophie Mckinna                                 | 14,30        | 5º           | 15,14     | 5º (Final A) |
| 400 m feminino                | Victoria Ohuruogu                              | 55.56        | 10º (3º q4)  | 55.99     | 3º (Final B) |

### Masculino
| Evento                          | Atleta                                             | Qualificação    | Qualificação | Final     | Final        |
| Evento                          | Atleta                                             | Resultado       | Posição      | Resultado | Posição      |
| ------------------------------- | -------------------------------------------------- | --------------- | ------------ | --------- | ------------ |
| Arremesso de martelo masculino  | Andrew Elkins                                      | 65,86           | 12º          | 67,77     | 2º (Final B) |
| 1000 m masculino                | Charlie Grice                                      | 2:24.74         | 4º (1º q1)   | 2:21.85   | [ 23 ]       |
| 100 m masculino                 | David Bolarinwa                                    | 10.62           | 1º (q1)      | 10.51     | [ 25 ]       |
| Revezamento masculino           | David Bolarinwa (como integrante da equipe Europa) |                 |              | 1:52.11   | [ 26 ]       |
| 110 m com barreiras masculino   | Themba Luhana                                      | 14.02           | 9º (4º q3)   | 13.78     | 2º (Final B) |
| 2000 m com obstáculos masculino | Zak Seddon                                         | Desclassificado | --           | 5:52.13   | 2º (Final B) |

## Badminton
| Evento           | Atleta      | Fase de grupos | Fase de grupos                       | Fase de grupos                               | Fase de grupos                            | Fase de grupos | Quartas-de-final                            | Semifinais                         | Final                                  | Pos. final |
| Evento           | Atleta      | Grupo          | 1ª rodada                            | 2ª rodada                                    | 3ª rodada                                 | Pos.           | Quartas-de-final                            | Semifinais                         | Final                                  | Pos. final |
| ---------------- | ----------- | -------------- | ------------------------------------ | -------------------------------------------- | ----------------------------------------- | -------------- | ------------------------------------------- | ---------------------------------- | -------------------------------------- | ---------- |
| Simples feminino | Sarah Milne | B              | FRA Lea Palermo V 2-0 (21-11, 21-18) | USA Cee Nantana Ketpura V 2-0 (21-19, 21-19) | AUT Alexandra Mathis V 2-0 (21-11, 21-10) | 1º             | NED Josephine Wendtholt V 2-0 (21-15, 21-8) | CHN Deng Xuan D 0-2 (12-21, 12-21) | VIE Thị Trang Vũ D 0-2 (15-21, 20-22)* | 4º         |

* Disputa pelo bronze

## Boxe
| Evento                | Atleta      | Preliminares | Semifinais             | Disputa pelo bronze       | Pos. final |
| --------------------- | ----------- | ------------ | ---------------------- | ------------------------- | ---------- |
| Peso galo (até 54 kg) | Zack Davies | Sem oponente | IND Shiva Thapa D 4-14 | POL Dawid Michelus D 7-12 | 4º         |

## Canoagem
| Evento                  | Atleta        | Tomada de tempo | Tomada de tempo | 1ª rodada                                 | 2ª rodada (repescagem)                | Oitavas-de-final                     | Quartas-de-final                  | Semi-finais        | Final              | Pos. final |
| Evento                  | Atleta        | Resultado       | Pos.            | Oponente Resultado                        | Oponente Resultado                    | Oponente Resultado                   | Oponente Resultado                | Oponente Resultado | Oponente Resultado | Pos. final |
| ----------------------- | ------------- | --------------- | --------------- | ----------------------------------------- | ------------------------------------- | ------------------------------------ | --------------------------------- | ------------------ | ------------------ | ---------- |
| Velocidade K1 masculino | Andrew Martin | 1:51.63         | 21º             | GER Tom Liebscher D 1:49.52 (bat. 3)      | KGZ Ruslan Moltaev D 1:52.26 (rep. 4) | Não avançou                          | Não avançou                       | Não avançou        | Não avançou        | --         |
| Slalom K1 masculino     | Andrew Martin | 1:35.74         | 7º              | BLR Andrei Tsarykovich V 1:34.23 (bat. 6) |                                       | GER Tom Liebscher V 1:36.96 (bat. 6) | SLO Simon Brus D 1:35.40 (bat. 1) | Não avançou        | Não avançou        | 5º         |

## Desportos aquáticos

### Natação
| Evento                   | Atleta           | Qualificação | Qualificação | Semifinais  | Semifinais  | Final       | Final             |
| Evento                   | Atleta           | Resultado    | Posição      | Resultado   | Posição     | Resultado   | Posição           |
| ------------------------ | ---------------- | ------------ | ------------ | ----------- | ----------- | ----------- | ----------------- |
| 100 m livre feminino     | Eleanor Faulkner | 58.71        | 20º (6º q7)  | Não avançou | Não avançou | Não avançou | Não avançou       |
| 200 m livre feminino     | Eleanor Faulkner | 2:04.44      | 9º (1º q4)   |             |             | Não avançou | Não avançou       |
| 400 m livre feminino     | Eleanor Faulkner | 4:14.75      | 1º (q3)      |             |             | 4:14.31     | Medalha de bronze |
| 100 m borboleta feminino | Eleanor Faulkner | 1:05.78      | 27º (1º q2)  | Não avançou | Não avançou | Não avançou | Não avançou       |
| 50 m borboleta feminino  | Rachael Kelly    | 28.14        | 6º (5º q1)   | 27.67       | 5º (3º sf1) | 27.77       | 7º                |
| 100 m borboleta feminino | Rachael Kelly    | 1:01.30      | 7º (1º q3)   | 1:01.30     | 7º (4º sf1) | 1:00.26     | Medalha de bronze |
| 200 m borboleta feminino | Rachael Kelly    | 2:16.95      | 12º (4º q2)  |             |             | Não avançou | Não avançou       |

### Saltos ornamentais
| Evento                              | Atleta          | Elims. | Elims. | Final  | Final      |
| Evento                              | Atleta          | Pontos | Pos.   | Pontos | Pos. final |
| ----------------------------------- | --------------- | ------ | ------ | ------ | ---------- |
| Plataforma 10 m individual feminino | Megan Sylvester | 377.10 | 7º     | 351.60 | 10º        |
| Trampolim 3 m individual masculino  | Thomas Daley    | 527.10 | 4º     | 514.35 | 9º         |

## Esgrima
| Evento                       | Atleta              | Qualificação | Qualificação | Oitavas-de-final            | Quartas-de-final                | Semifinais         | Final              | Pos. final |
| Evento                       | Atleta              | Oponente Resultado | Pos.         | Oponente Resultado          | Oponente Resultado              | Oponente Resultado | Oponente Resultado | Pos. final |
| ---------------------------- | ------------------- | --- | ------------ | --------------------------- | ------------------------------- | ------------------ | ------------------ | ---------- |
| Florete individual masculino | Alexander Tofalides | RUS Kirill Lichagin D 4-5 HUN Antal Gyorgyi V 5-0 KOR Lee Kwang-Hyun V 5-1 EGY Mostafa Mahmoud D 2-5 ITA Edoardo Luperi D 3-5     | 8º           | KOR Mostafa Mahmoud V 15-9  | USA Alexander Massialas D 12-15 | Não avançou        | Não avançou        | 7º         |
| Espada individual feminino   | Amy Radford         | RSA Wanda Matshaya D 4-5 ROM Amalia Tataran D 4-5 RUS Yulia Bakhareva D 4-5 KOR Lee Hye-Won V 5-3 ARG Clara Isabel Di Tella V 3-2 | 8º           | SUI Pauline Brunner V 15-13 | CHN Lin Sheng D 5-15            | Não avançou        | Não avançou        | 8º         |

## Ginástica

### Ginástica artística
| Atleta       | Evento                       | Qualificação | Qualificação | Final por aparelhos | Final por aparelhos | Final individual geral | Final individual geral | Final individual geral | Final individual geral | Final individual geral | Final individual geral | Final individual geral | Final individual geral | Final individual geral | Final individual geral |
| Atleta       | Evento                       | Result.      | Pos.         | Result.             | Pos.                | Barras assimétricas    | Trave                  | Solo                   | Salto                  | Cavalo com alças       | Argolas                | Barras paralelas       | Barra fixa             | Total                  | Pos.                   |
| ------------ | ---------------------------- | ------------ | ------------ | ------------------- | ------------------- | ---------------------- | ---------------------- | ---------------------- | ---------------------- | ---------------------- | ---------------------- | ---------------------- | ---------------------- | ---------------------- | ---------------------- |
| Jessica Hogg | Salto feminino               | 13.500       | 14º          | Não avançou         | Não avançou         |                        |                        |                        |                        |                        |                        |                        |                        |                        |                        |
| Jessica Hogg | Barras assimétricas feminino | 11.600       | 25º          | Não avançou         | Não avançou         |                        |                        |                        |                        |                        |                        |                        |                        |                        |                        |
| Jessica Hogg | Trave feminino               | 12.900       | 16º          | Não avançou         | Não avançou         |                        |                        |                        |                        |                        |                        |                        |                        |                        |                        |
| Jessica Hogg | Solo feminino                | 13.250       | 6º           | 13.600              | 5º                  |                        |                        |                        |                        |                        |                        |                        |                        |                        |                        |
| Jessica Hogg | Individual geral feminino    | 51.250       | 14º          |                     |                     | 11.150                 | 10.050                 | 13.000                 | 13.250                 |                        |                        |                        |                        | 47.450                 | 18º                    |
| Sam Oldham   | Solo masculino               | 14.350       | 4º           | 13.775              | 5º                  |                        |                        |                        |                        |                        |                        |                        |                        |                        |                        |
| Sam Oldham   | Cavalo com alças masculino   | 14.300       | 2º           | 13.925              | Medalha de prata    |                        |                        |                        |                        |                        |                        |                        |                        |                        |                        |
| Sam Oldham   | Argolas masculino            | 13.900       | 10º          | Não avançou         | Não avançou         |                        |                        |                        |                        |                        |                        |                        |                        |                        |                        |
| Sam Oldham   | Salto masculino              | 15.600       | 10º          | Não avançou         | Não avançou         |                        |                        |                        |                        |                        |                        |                        |                        |                        |                        |
| Sam Oldham   | Barras paralelas masculino   | 14.250       | 4º           | 14.000              | 4º                  |                        |                        |                        |                        |                        |                        |                        |                        |                        |                        |
| Sam Oldham   | Barra fixa masculino         | 14.450       | 1º           | 14.375              | Medalha de ouro     |                        |                        |                        |                        |                        |                        |                        |                        |                        |                        |
| Sam Oldham   | Individual geral masculino   | 86.860       | 2º           |                     |                     |                        |                        | 13.500                 | 15.800                 | 14.000                 | 13.950                 | 14.250                 | 13.150                 | 84.650                 | 5º                     |

### Ginástica de trampolim
| Evento    | Atleta        | Qualificação | Qualificação | Final   | Final |
| Evento    | Atleta        | Result.      | Pos.         | Result. | Pos.  |
| --------- | ------------- | ------------ | ------------ | ------- | ----- |
| Masculino | Nathan Bailey | 64.700       | 5º           | 12.000  | 8º    |

## Hipismo
| Evento            | Atleta                                              | Cavalo         | Preliminares | Preliminares | Preliminares | Preliminares | Preliminares | Preliminares | Final  | Final  | Pos. final      |
| Evento            | Atleta                                              | Cavalo         | Rodada A     | Rodada A     | Rodada B     | Rodada B     | Rodada B     | Total A+B    | Penal. | Tempo  | Pos. final      |
| Evento            | Atleta                                              | Cavalo         | Penal. salto | Pos.         | Penal. salto | Penal. tempo | Total B      | Total A+B    | Penal. | Tempo  | Pos. final      |
| ----------------- | --------------------------------------------------- | -------------- | ------------ | ------------ | ------------ | ------------ | ------------ | ------------ | ------ | ------ | --------------- |
| Saltos por equipe | Carian Scudamore (como integrante da equipe Europa) | Mighty McGyver | 4            | 1º           | 4            | 0            | 4            | 8            | 4      | 141.03 | Medalha de ouro |

## Pentatlo moderno
| Evento               | Atleta                           | Esgrima (Espada 1 toque) | Esgrima (Espada 1 toque) | Esgrima (Espada 1 toque) | Natação (200 m livre) | Natação (200 m livre) | Natação (200 m livre) | Corrida e tiro (3000 m, pistola a laser) | Corrida e tiro (3000 m, pistola a laser) | Corrida e tiro (3000 m, pistola a laser) | Pontuação total | Pos. final |
| Evento               | Atleta                           | Result.                  | Pos.                     | Pontos                   | Tempo                 | Pos.                  | Pontos                | Tempo                                    | Pos.                                     | Pontos                                   | Pontuação total | Pos. final |
| -------------------- | -------------------------------- | ------------------------ | ------------------------ | ------------------------ | --------------------- | --------------------- | --------------------- | ---------------------------------------- | ---------------------------------------- | ---------------------------------------- | --------------- | ---------- |
| Individual masculino | Greg Longden                     | 7                        | 21º                      | 640                      | 2:09.99               | 12º                   | 1244                  | 11:28.57                                 | 9º                                       | 2248                                     | 4132            | 16º        |
| Equipes mistas       | Greg Longden e CZE Alice Lencová | 39                       | 19º                      | 750                      | 2:04.66               | 10º                   | 1304                  | 17:19.72                                 | 23º                                      | 1924                                     | 3978            | 23º        |

## Remo
| Evento             | Atleta                               | Elim.   | Elim.       | Repescagem | Repescagem | Semifinais | Semifinais   | Final   | Final           |
| Evento             | Atleta                               | Tempo   | Pos.        | Tempo      | Pos.       | Tempo      | Pos.         | Tempo   | Pos.            |
| ------------------ | ------------------------------------ | ------- | ----------- | ---------- | ---------- | ---------- | ------------ | ------- | --------------- |
| Dois sem masculino | Ed Nainby-Luxmoore Caspar Jopling    | 3:13.96 | 1º (bat. 2) |            |            | 3:17.37    | 2º (sf A/B1) | 3:09.37 | 4º (Final A)    |
| Dois sem feminino  | Georgia Howard-Merrill Fiona Gammond | 3:30.92 | 1º (bat. 3) |            |            | 3:41.03    | 3º (sf A/B1) | 3:28.60 | Medalha de ouro |

## Taekwondo
| Evento             | Atleta     | 1ª rodada             | Quartas-de-final        | Semifinais               | Final                       | Pos. final      |
| ------------------ | ---------- | --------------------- | ----------------------- | ------------------------ | --------------------------- | --------------- |
| Até 55 kg feminino | Jade Jones | CIV Ruth Gbagbi V 7-3 | MEX Monica Chavez V 7-4 | SWE Jennifer Ågren V 4-0 | VIE Thanh Thảo Nguyễn V 9-6 | Medalha de ouro |

## Tênis
| Evento            | Atleta         | 1ª rodada                              | 2ª rodada                                | Quartas-de-final                           | Semifinais         | Final              | Pos. final |
| Evento            | Atleta         | Oponente Resultado                     | Oponente Resultado                       | Oponente Resultado                         | Oponente Resultado | Oponente Resultado | Pos. final |
| ----------------- | -------------- | -------------------------------------- | ---------------------------------------- | ------------------------------------------ | ------------------ | ------------------ | ---------- |
| Simples masculino | Oliver Golding | HUN Márton Fucsovics V 2-0 (7-5 e 6-3) | ITA Alessandro Colella V 2-0 (6-2 e 6-1) | COL Juan Sebastián Gómez D 0-2 (4-6 e 0-6) | Não avançou        | Não avançou        | --         |

| Evento            | Atleta                           | 1ª rodada                                                 | Quartas-de-final                                    | Semifinais                                                 | Final                                                     | Pos. final      |
| Evento            | Atleta                           | Oponente Resultado                                        | Oponente Resultado                                  | Oponente Resultado                                         | Oponente Resultado                                        | Pos. final      |
| ----------------- | -------------------------------- | --------------------------------------------------------- | --------------------------------------------------- | ---------------------------------------------------------- | --------------------------------------------------------- | --------------- |
| Duplas masculinas | Oliver Golding e CZE Jiří Veselý | CHN Ouyang Bowen/ CHN Wang Chuhan V 2-1 (6-3, 3-6 e 10-6) | BIH Damir Džumhur/ CRO Mate Pavić V 2-0 (7-6 e 7-5) | PAR Diego Galeano/ VEN Ricardo Rodríguez V 2-0 (6-3 e 6-2) | RUS Victor Baluda/ RUS Mikhail Biryukov V 2-0 (6-3 e 6-1) | Medalha de ouro |

## Tênis de mesa
| Evento           | Atleta          | Preliminares | Preliminares | Preliminares | 2ª fase consolação | 2ª fase consolação | 2ª fase consolação | Pos. final |
| Evento           | Atleta          | Grupo        | Confrontos | Pos.         | Grupo              | Confrontos | Pos.               | Pos. final |
| ---------------- | --------------- | ------------ | --- | ------------ | ------------------ | --- | ------------------ | ---------- |
| Simples feminino | Alice Loveridge | F            | SIN Isabelle Siyun Li D 0-3 (12-14, 1-11, 3-11) NZL Julia Wu V 3-0 (13-11, 11-9, 11-7) JPN Ayuka Tanioka D 1-3 (11-9, 6-11, 4-11, 2-11) | 3º           | HH                 | ALG Islem Laid V 3-0 (11-8, 11-8, 12-10) PUR Carelyn Cordero V 3-1 (8-11, 11-9, 11-7, 15-13) SMR Letizia Giardi V 3-0 (11-6, 11-5, 11-8) | 1º                 | --         |

| Evento         | Atleta                                                 | Preliminares | Preliminares                                                                                | Preliminares | Torneio de consolação               | Torneio de consolação               | Pos. final |
| Evento         | Atleta                                                 | Grupo        | Confrontos                                                                                  | Pos.         | 1ª rodada                           | 2ª rodada                           | Pos. final |
| -------------- | ------------------------------------------------------ | ------------ | ------------------------------------------------------------------------------------------- | ------------ | ----------------------------------- | ----------------------------------- | ---------- |
| Equipes mistas | Alice Loveridge e ITA Leonardo Mutti (equipe Europa 3) | C            | África 2 V 3-0 (3-0, 3-0, 3-1) Europa 1 D 1-2 (03, 3-2, 1-3) Europa 4 D 1-2 (0-3, 3-0, 1-3) | 3º           | Intercontinental 3 V 2-0 (3-2, 3-0) | Pan-América 2 V 2-1 (2-3, 3-2, 3-1) | 17º        |

## Tiro com arco
| Evento               | Atleta                        | Qualificatória | Qualificatória | 1ª rodada                                         | Oitavas-de-final              | Quartas-de-final   | Semi-finais        | Final              | Pos. final |
| Evento               | Atleta                        | Resultado      | Pos.           | Oponente Resultado                                | Oponente Resultado            | Oponente Resultado | Oponente Resultado | Oponente Resultado | Pos. final |
| -------------------- | ----------------------------- | -------------- | -------------- | ------------------------------------------------- | ----------------------------- | ------------------ | ------------------ | ------------------ | ---------- |
| Individual masculino | Mark Nesbitt                  | 638            | 3º             | THA Tanapat Harikul V 7-3                         | SIN Abdud Dayyan Jaffar D 4-6 | Não avançou        | Não avançou        | Não avançou        | --         |
| Equipes mistas       | Mark Nesbitt e BAN Beauty Ray |                |                | ESP Miriam Alarcón/ BAN Emdadul Haque Milon D 4-6 | Não avançaram                 | Não avançaram      | Não avançaram      | Não avançaram      | --         |

## Triatlo
| Evento               | Triatleta                                                            | Natação | Transição 1 | Ciclismo | Transição 2 | Corrida | Tempo total | Pos. |
| -------------------- | -------------------------------------------------------------------- | ------- | ----------- | -------- | ----------- | ------- | ----------- | ---- |
| Individual masculino | Andrew Hood                                                          | 9:06    | 0:32        | 29:36    | 0:23        | 17:40   | 57:17.54    | 15º  |
| Individual feminino  | Elinor Thorogood                                                     | 9:57    | 0:33        | 31:48    | 0:28        | 21:08   | 1:03:54.08  | 13º  |
| Revezamento misto    | Andrew Hood e Elinor Thorogood (como integrantes da equipe Europa 4) |         |             |          |             |         | 1:22:54.12  | 7º   |

## Vela
| Evento               | Atleta        | Regata | Regata | Regata | Regata | Regata | Regata | Regata | Regata | Regata | Regata | Regata | Total | Posição           |
| Evento               | Atleta        | 1      | 2      | 3      | 4      | 5      | 6      | 7      | 8      | 9      | 10     | M      | Total | Posição           |
| -------------------- | ------------- | ------ | ------ | ------ | ------ | ------ | ------ | ------ | ------ | ------ | ------ | ------ | ----- | ----------------- |
| Techno 293 feminino  | Jade Rogers   | 9      | 14     | 8      | 10     | 10     | OCS    | 9      | 11     | 8      | 16     | 7      | 102   | 11º               |
| Techno 293 masculino | Kieran Martin | 1      | 2      | 8      | 3      | 1      | 10     | 3      | 3      | 4      | 6      | 1      | 32    | Medalha de bronze |

Notas:
- M – Regata da Medalha
- OCS – On the Course Side of the starting line
- DSQ – Disqualified (Desclassificado)
- DNF – Did Not Finish (Não completou)
- DNS – Did Not Start (Não largou)
- BFD – Black Flag Disqualification (Desclassificado por bandeira preta)
- RAF – Retired after Finishing (Retirou-se após completar a prova)